# 한국형 GPS 유도폭탄
한국형 GPS 유도폭탄(韓國型 - 誘導爆彈, 영어: Korean GPS-Guided Bomb, KGGB)는 국방과학연구소(ADD)가 개발한 무기체계로 재래식 폭탄에 추가 장착하여 첨단 유도무기로 개조할 수 있는 장치이다. 2006년부터 LIG넥스원과 국방과학연구소(ADD)가 공동으로 개발한 유도폭탄으로, 공중에서 표적 근처로 투하하는 것만 가능한 일반 폭탄에 중거리 GPS 유도키트를 장착하면 보다 원거리에서 공격할 수 있을 뿐만 아니라 주·야간 전천후 정밀 공격도 할 수 있고 F-4, F-5와 같이 노후한 전투기에서 운용할 수 있는 점도 특징이다. 한국형 JDAM이라고 불리기도 한다.

## 내용
중거리 GPS 유도키트를 장착한 폭탄은 투하 후 유도키트에 입력된 표적으로 비행하게 되지만 비행도중 표적자료의 변경도 가능하다. 북한의 장사정포를 타격하려면 디지털지도에 표적정보를 입력하고 진입각도와 경로만 지정하면 된다. 공산오차범위도 시험발사때 3m일만큼 초정밀이다. 활강유도무기키트를 보유한 나라는 한국과 미국 뿐이다. 미국 록히드 마틴에서는 롱샷키트(Longshot)를 지난 1989년부터 개발해 운용중이다. JDAM과 많이 유사하지만 JDAM의 사거리가 28km에 불과한 반면 KGGB는 글라이더 날개가 달려있어 최대 사거리가 110km로서 비행 도중에도 목표물 변경이 가능하여,   JDAM처럼 짧은 사거리로 인해 목표물에 투하하기 위한 저공비행이 필요하지 않아 전투기가 지대공미사일에 격추당하는 일같은 불상사가 발생하지 않는다.

## 가격
대한민국 공군의 팝아이-2가 11억원, 슬램-ER은 23억원인데, KGGB는 1억원으로 매우 저렴하다. 그러나 미국의 JDAM은 해외수출가격이 7천만원이다. 미국 국내구매는 3천만원이다.

## 블루투스
JDAM을 달려면 비행기 동체나 날개에 새롭게 배선해 폭탄과 연결해야 하고 프로그램도 전투기 통제 시스템과 연동시켜야 하는데, KGGB는 그럴 필요가 없다. 구형 F-5 조종사는 별도의 PDA를 조작해, 블루투스로 폭탄을 설정해 투하한다.

## JDAM-ER
미국 JDAM은 KGGB처럼 펼쳐지는 거대한 활강용 날개가 없다. 그래서 사거리도 짧다. 그러나 JDAM-ER은 KGGB처럼 펼쳐지는 거대한 활강용 날개가 있으며, 사거리도 KGGB와 비슷하다. 따라서 KGGB를 "한국판 JDAM"이라고 부르기 보다는 "한국판 JDAM-ER"이 보다 정확한 표현이다.

## GPS
KGGB는 전파방해가 힘든 군용 GPS가 아니라, 상업용 GPS를 사용하는 북한 장사정포 타격용 정밀유도 폭탄이다. 따라서, 북한이 GPS 교란장비를 장사정포 인근에 설치하여, 자주 장비를 시험가동하고 있다.
북한은 2010년부터 6년 동안 인천국제공항과 김포국제공항의 국내외 여객기에게 GPS 교란 피해를 주고 있다. 피해 여객기는 2,100대가 넘는다. 그러나 국토부는 이중, 삼중 장치가 있어서, 북한의 GPS 전파 교란이 항공기 운항엔 별 문제가 없다고 한다.
2016년 4월 20일, GPS 등 위성신호 수신칩 개발업체인 텔에이스는 국방과학연구소 산하 민군기술협력센터와 협력해, 북한의 GPS 교란을 회피하는 장비를 개발했다. GPS, GLONASS, 베이두의 세가지 위치신호를 국내 최초로, 동시에 수신하여, 교란을 회피한다. 셋은 주파수 대역이 달라 전파방해를 별도로 해야 한다. 군용 GPS도 강력한 전파교란에는 작동되지 않는다고 한다.
북한의 GPS 교란에도, GPS와 글로나스를 병행해 사용할 수 있도록 설계된 전자장비는 거의 피해를 입지 않았다. 전문가들은 북한이 우방국인 중국, 러시아의 위치신호를 교란하기는 힘들 것이라고 예상한다.
북한의 GPS 교란장비는 러시아제 장비로서, 차량 탑재형으로 유효 방해거리는 100 km이다. 최근에는 한국 거의 전역을 커버하는 400 km 고출력 방해장비도 러시아에서 수입했다고 알려졌다. 러시아 보로네시(Voronezh)의 프로텍(Protek)사가 생산하는 R-330ZH Zhitel이 GPS 재머 트럭으로 유명하다. 북한 정찰총국 산하 전자정찰국의 사이버전지도국(121국)이 북한 황해도에 라모나로 알려진 비밀 레이다 기지를 운영하고 있다.

## 핵무기 대체
2000년대 미국의 새로운 군사전략인 충격과 공포에서, 2000년대 GPS 유도의 정밀유도 재래식 폭탄은 과거 70년대 핵미사일과 동일한 효과를 나타낸다고 주장한다.
과거의 핵미사일은 CEP 오차가 1,000 m나 되어서 두꺼운 콘크리트로 보호된 적군의 핵심 군사시설을 파괴하려면 핵탄두가 필수적이었다. 그러나 GPS의 등장으로 2000년대에는 재래식 폭탄, 미사일의 CEP가 불과 5 m로 줄어들었다. 따라서 현대의 GPS 정밀유도 폭탄은 과거의 핵미사일만이 파괴할 수 있었던 적군의 견고한 핵심군사시설을 파괴할 수 있어서, "핵무기를 대체하는 능력"이 있다.
그런데, 이러한 "핵무기 대체 능력"을 가진 GPS 정밀유도 폭탄은, 아날로그 계기판을 사용하는 수십년 된 F-5 전투기 등에는 탑재할 수가 없었다. 그런데 KGGB는 아무리 고물 전투기라도, 별다른 개조비용없이, 간단하게 블루투스 지원의 휴대용 패드를 사용해 폭탄을 투하할 수 있다. 즉, 수십년된 골동품 구세대 전투기여서 전투력이 형편없던 것을, 단숨에 핵무기급 파괴력을 갖도록 해준다. 아무런 지상 폭격 기능이 없는 T-50 고등훈련기나 일반의 민간용 비행기, 프로펠러식 KT-1 기초훈련기에서도 손쉽게 KGGB를 탑재하여 핵무기급 파괴력을 갖게 한다.
KGGB 최경량 버전은 500파운드라고 하지만, 비슷한 미국 GBU-39는 불과 250파운드, 130 kg의 무게이다.

## 역사
- 2007년 11월, 체계개발 착수. 개발비용 407억원 투입[9]
- 2013년 1월 14일, 한국형 GPS 유도폭탄(KGGB) 개발 완료
- 2014년, 500파운드 MK-82 항공기용 투하폭탄을 개량한 KGGB 1600여발 양산 예정

## 사용국가
대한민국
 사우디아라비아
 태국

## 같이 보기
- GBU-39 - 거대한 활강용 날개가 달린 GPS 유도 폭탄이며, 사거리 110 km인 점에서 KGGB와 유사하다.
- 스파이스 폭탄